# متحف دي فونداتسي (هولندا)
متحف دي فونداتسي تنطق بالهولندية: [myˈzeːjɵm də fɵnˈdaːtsi]; (بالعربية: متحف التأسيس) هو متحف فني على موقعين في مقاطعة أوفرايسل في هولندا، واحدة في مدينة زفوله والآخر بالقرب من قرية هينو وWijhe. وضم أكثر من 7000 قطعة منها أعمال لمارك شاغال، بيت موندريان، وفينسنت فان غوخ. في عام 2014 بلغ عدد زواره 26,1500 زائر.

## معرض صور

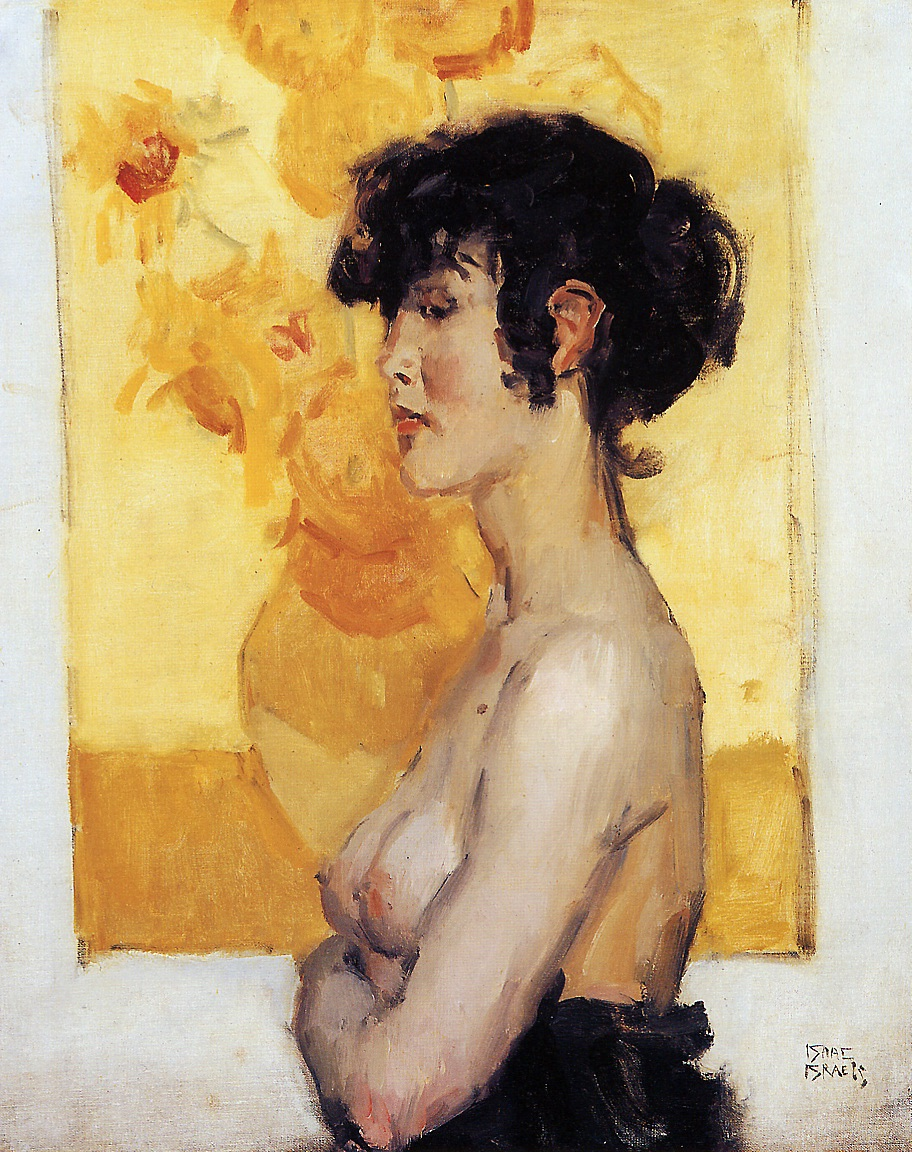
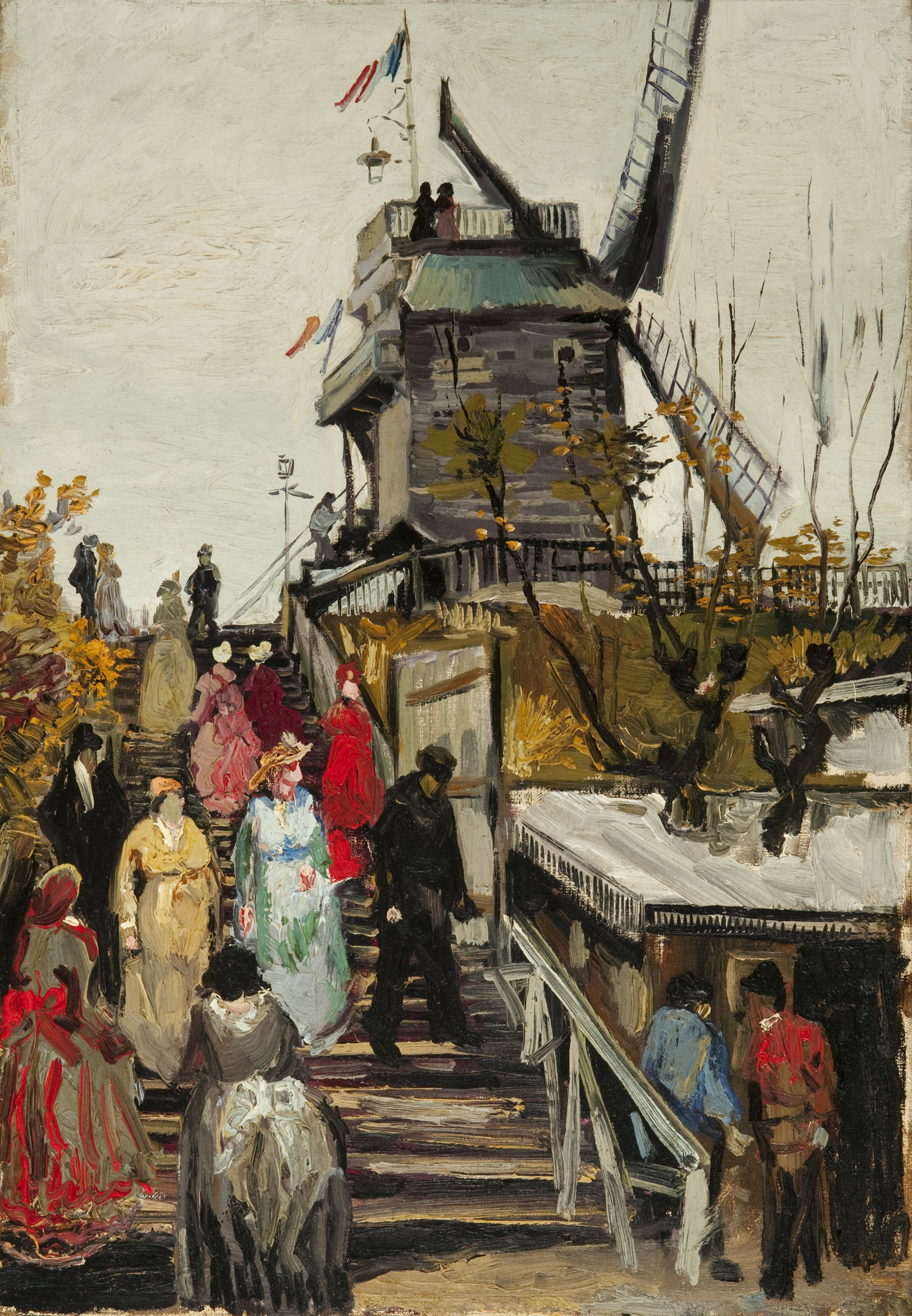
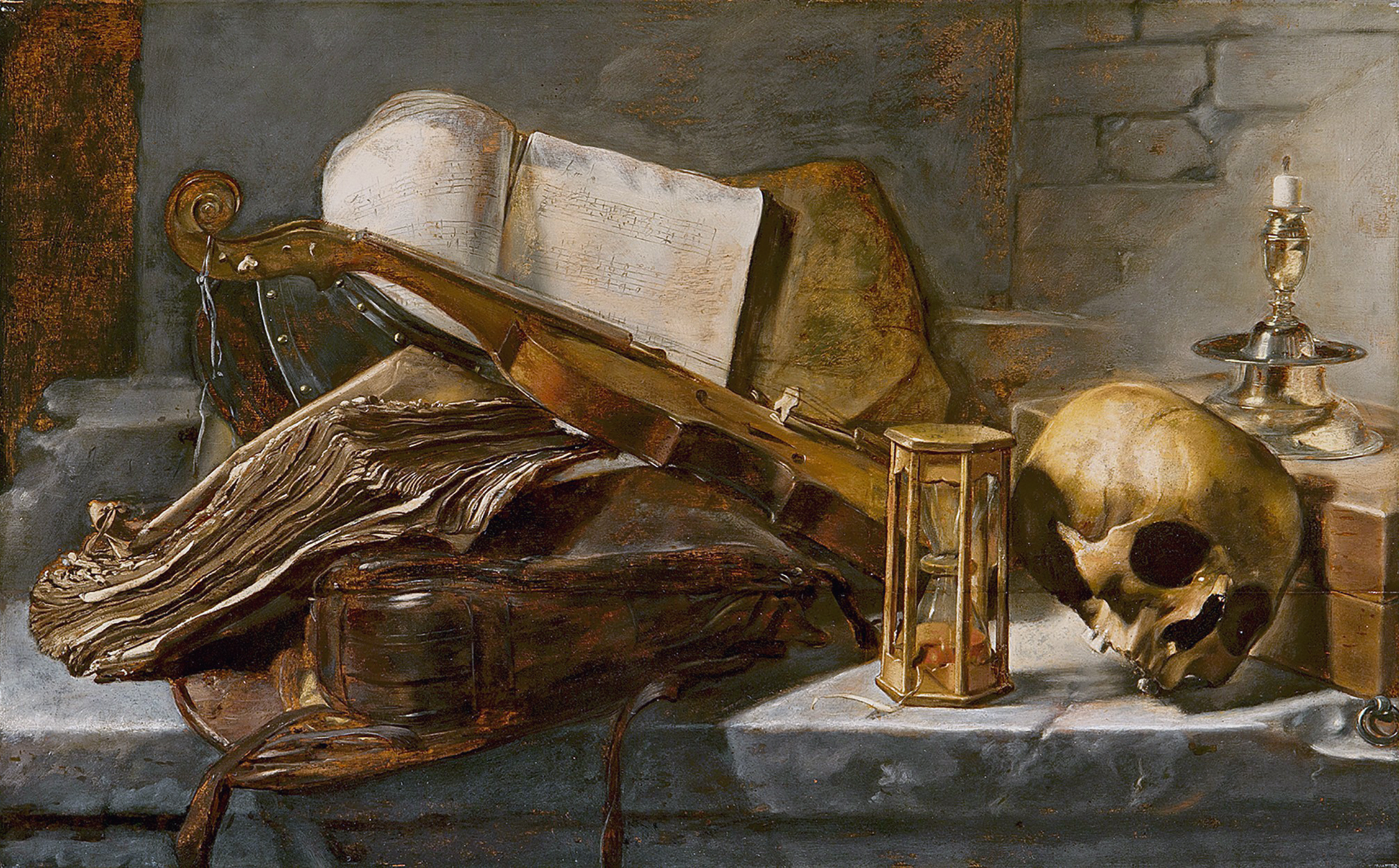